# Barney Barton
Charles Bernard "Barney" Barton é um personagem que aparece nas histórias em quadrinhos publicadas pela Marvel Comics. Criado por Roy Thomas e Gene Colan, o personagem apareceu pela primeira vez em Os Vingadores #64, publicada em maio de 1969. Barney Barton é o irmão mais velho e um antagonista recorrente do super-herói Clint Barton / Gavião Arqueiro.

## Publicações
Barney Barton estreou em Os Vingadores #64 (maio de 1969), criado pelo escritor Roy Thomas e pelo artista Gene Colan. Mais tarde, ele apareceu na série Hawkeye de 1983, de Mark Gruenwald. Ele fez uma participação na série Solo Avengers de 1987, de Tom DeFalco. Ele apareceu na série Hawkeye de 2003, de Fabian Nicieza. Em seguida, fez uma aparição na série Dark Avengers de 2009, de Brian Michael Bendis. Mais tarde, ele apareceu sob o codinome Flecha Certeira (no original: Trick Shot) na série Hawkeye: Blindspot de 2011, de Jim McCann.

## História
Barney Barton nasceu em Waverly, Iowa. Ele e seu irmão mais novo, Clint Barton, se tornaram órfãos, quando seu pai, um alcoólatra abusivo, perdeu o controle do carro e colidiu com uma árvore. Então, Barney e Clint foram enviados para um orfanato. Os dois permaneceram lá por seis anos antes de fugirem para se juntar ao Carson Carnival of Travelling Wonder como trabalhadores braçais. Jacques DuQyesne, o Espadachim, um membro do circo com um popular ato de esgrima, selecionou Clint para ser seu novo assistente. Sentindo-se esquecido, Barney ficou com ciúmes de seu irmão. Mais tarde, quando Clint foi gravemente ferido nas mãos do Espadachim por descobrir seu esquema de peculato, Barney condenou seu irmão por não permanecer leal ao seu mentor.
Barney, cansado do esquema, decidiu se alistar no exército. Ele sugeriu que Clint se juntasse a ele e começasse do zero. Clint recusou a oferta. Barney disse ao irmão que a oferta ainda estava de pé e que esperaria por ele se mudasse de ideia. Na manhã seguinte, Barney estava na rodoviária, esperando e torcendo para que seu irmão mudasse de ideia. Quando Clint não apareceu, Barney, triste, entrou no ônibus e deixou sua antiga vida para trás. Quando o ônibus estava partindo, Clint chegou, já tendo mudado de ideia. No entanto, chegou tarde demais.
Barney, mais tarde, tornou-se um agente do FBI. Sua primeira missão foi trabalhar disfarçado como guarda-costas de um criminoso chamado Marko. Sem que ele soubesse, Clint e seu novo mentor Flecha Certeira tentaram roubar a mansão do criminoso. Barney foi atingido por uma flecha por Clint. Quando Clint descobriu o que tinha feito, ele se recusou a deixar o lado do irmão e se voltou contra Flecha Certeira. Flecha Certeira feriu Clint com uma flecha e foi embora. 
Sua próxima missão secreta foi se passar por um mafioso. Ele foi abordado por Egghead, que ofereceu a Barney um lugar em sua vilã estação espacial em troca de fundos. Quando Barney recusou a oferta, Cabeça de Ovo (na verdade, um robô enviado pelo verdadeiro Cabeça de Ovo) o atacou. Com seus guarda-costas mortos, Barney foi até os Vingadores (cujas fileiras incluíam seu irmão usando a identidade de Golias) para ajudar a deter o supervilão. Barney e os Vingadores lutaram contra Cabeça de Ovo e seus soldados robôs dentro da estação espacial do vilão. Durante a batalha, Barney sacrificou sua vida para destruir o projetor de raios mortal de Egghead. Após o funeral, Clint recebeu uma carta do agente do FBI Allan Scofield revelando a vida dupla de Barney. A carta também revelou que Barney estava ciente da vida dupla de Clint. 
Sem que o Gavião Arqueiro e os Vingadores soubessem, o corpo de Barney foi roubado pelo Cabeça de Ovo. Egghead descobriu que Barney ainda apresentava sinais vitais fracos e o colocou em uma câmara de cura.  Mais tarde, Cabeça de Ovo foi morto inadvertidamente por Gavião Arqueiro em uma batalha com os Vingadores, deixando Barney suspenso e esquecido na câmara de cura. Mais tarde ele foi descoberto por Helmut Zemo, que guardava rancor pessoal contra o Gavião Arqueiro e, então, manipulou Barney para que se voltasse contra seu irmão. Barney e Zemo recrutaram o antigo mentor do Gavião Arqueiro, Flecha Certeira (cujo câncer havia retornado), para treiná-lo para ser tão proficiente com arco e flecha quanto seu irmão. Após completar o treinamento, Flecha Certeira foi espancado violentamente e seu câncer foi alastrado. Barney então entregou o tiro fatal na Torre dos Vingadores como uma mensagem para o Gavião Arqueiro. Mais tarde, enquanto investigava a morte de seu antigo mentor, Gavião Arqueiro foi emboscado por seu irmão. Declarando-se o novo "Flecha Certeira", Barney subjugou Gavião Arqueiro e o entregou ao Barão Zemo.  Zemo fez os irmãos duelarem até a morte. Gavião Arqueiro (apesar de ter ficado cego devido a uma lesão anterior com o terceiro Ronin ) conseguiu derrotar Barney na batalha. Antes de se teletransportar, Zemo transferiu os fundos criminosos de Barney para o "vencedor" Gavião Arqueiro e então provocou o herói por virar seu irmão contra ele. Sob custódia, Barney concordou com um transplante de medula óssea para salvar a visão de seu irmão, mas apenas para que ele pudesse lutar contra Gavião Arqueiro novamente no futuro. 
Mais tarde, Norman Osborn fingiu a morte de Barney em sua cama de hospital quando Norman convidou Barney para se juntar à sua segunda formação dos Vingadores Sombrios. Apesar do sucesso inicial da nova equipe, ele foi finalmente derrotado em uma luta com Hárpia ao subestimar as capacidades e habilidades dela, já que Hárpia havia sido recentemente aprimorada pelo híbrido do soro do super soldado e da fórmula do infinito. Após serem presos, Barney e o resto dos vilões (com exceção de Superia e de Gorgon) recebem sentenças reduzidas em troca de assinarem com o programa Thunderbolts. Barney permanece com a equipe até que os Vingadores Sombrios escapem de seus manipuladores e se dissolvam.
Algum tempo após a dissolução do grupo, o sem-teto Barney vai morar com Clint, com quem aparentemente se reconciliou, em seu novo apartamento.
Como parte do All-New All-Different Marvel, é revelado que Barney roubou a riqueza de Clint e se mudou para uma ilha particular para começar uma família com Simone, uma das antigas vizinhas de Clint.  Apesar de tudo isso, os dois irmãos continuam em bons termos. Ele até ajudou Clint e Kate Bishop a resgatar as crianças do Projeto Comunhão da HYDRA e da SHIELD.

## Poderes e habilidades
Barney Barton é um ex-agente do FBI altamente treinado e um atirador proficiente, atleta excepcional e combatente corpo a corpo habilidoso com reflexos incríveis. Mais tarde, ele foi treinado por Buck Chisholm, o mesmo homem que treinou Gavião Arqueiro, para se tornar um arqueiro altamente qualificado, exibindo uma precisão incrível. Como Flecha Certeira, Barney usa uma variedade de flechas afiadas, incluindo flechas artificiais, como flechas explosivas e flechas bola.

## Recepção
Brenton Stewart, da Comic Book Resources, declarou: "A relação de amor e ódio de Flecha Certeira com o Gavião Arqueiro definiu muitas de suas aparições nos quadrinhos. Mais tarde, ele apareceu como membro de uma equipe dos Vingadores Sombrios, onde suas inseguranças em relação à comparação desfavorável com o irmão dominaram seu personagem e, no fim das contas, é exatamente isso que atinge o cerne da grandeza do personagem. Já é difícil para o mundo dispensar muito amor ao maior arqueiro do mundo, mas o segundo maior arqueiro do mundo recebe ainda menos. Mas o que já funciona tão bem nos quadrinhos funcionaria ainda melhor no UCM [Universo Cinematográfico da Marvel], onde Flecha Certeira poderia realmente brilhar." Jordan Iacobucci do Screen Rant escreveu: "Se o UCM pretende adaptar o enredo dos Vingadores Sombrios com seus Thunderbolts, Barney Barton é uma excelente escolha, já que sua adição poderia animar o arco do personagem de Clint Barton, bem como informar uma potencial segunda temporada de Gavião Arqueiro, que há rumores de estar em desenvolvimento. O personagem é uma peça importante da história de Clint ainda a ser adaptada para o UCM, que deve se reunir com seu irmão antes da saída inevitável de Jeremy Renner da franquia." 
Contudo, o filme Thunderbolts*, de 2025, não incluiu o personagem Barney Barton em seu enredo.
A página de entretenimento Screen Rant incluiu Barney Barton em sua lista "10 melhores relacionamentos do Gavião Arqueiro na Marvel Comics", e em sua lista "10 Thunderbolts de quadrinhos que deveriam se juntar à equipe do UCM". O Comic Book Resources incluiu Barney Barton em sua lista "10 personagens da Marvel que esperamos ver na fase 4 do UCM", e o classificou em 2º lugar em sua lista "Marvel: 10 personagens que Barão Zemo criou nos quadrinhos", e em 4º lugar em sua lista "Marvel: 15 melhores vilões do Gavião Arqueiro".